# Commiphora gileadensis
Commiphora gileadensis is een soort uit de familie Burseraceae. Het is een bladverliezende struik of kleine boom zonder stekels, die een groeihoogte tot 5 meter kan bereiken.
De struik komt voor op het Arabisch schiereiland, in Saoedi-Arabië, Jemen en Zuid-Oman en in noordoostelijk tropisch Afrika, van Soedan tot in het noordoosten van Kenia. Verder komt de soort voor in het zuidoosten van Egypte, waar deze geïntroduceerd kan zijn. Hij groeit daar in Acacia-Commiphora-bossen en te midden van struikgewas in halfwoestijnen. Verder wordt de struik ook aangetroffen op kalkstenen heuvels, zandduinen, rotsachtige kalksteenruggen, oude lavastromen en droge heuvelachtige savannes. 
De struik levert een balsem die in parfums wordt gebruikt, en "balsem van Gilead" wordt genoemd. Verder worden er aan het sap, hout, schors en zaden van de struik geneeskrachtige eigenschappen toegeschreven. De bruine tot roodachtige balsemhars wordt verkregen uit wonden of insnijdingen in de stam of door het hout of de bladeren te koken.
De soort werd al in de tijd van koning Salomo gekweekt aan de Dode Zee. Van de 11e eeuw tot de 17e eeuw werd de boom gekweekt in zowel Egypte als Palestina voor de productie van balsem. Deze balsem stond bekend als Mekkabalsem en werd gebruikt in de parfumerie en geneeskunde.

## Synoniemen
- Amyris gileadensis L.
- Amyris opobalsamum L.
- Balsamea gileadensis (L.) Oken
- Balsamea meccanensis Gled.
- Balsamea opobalsamum (L.) Baill.
- Balsamodendrum ehrenbergianum O.Berg
- Balsamodendrum gileadense (L.) Kunth ex DC.
- Balsamodendrum opobalsamum (L.) Kunth ex DC.
- Balsamus libanotus Stackh.
- Balsamus meccanensis Stackh.
- Balsamus theophrasti Stackh.
- Commiphora albiflora Engl.
- Commiphora ancistrophora Chiov.
- Commiphora anfractuosa Chiov.
- Commiphora cassan Chiov.
- Commiphora coronillifolia Chiov.
- Commiphora gillettii Chiov.
- Commiphora microcarpa Chiov.
- Commiphora opobalsamum (L.) Engl.
- Commiphora opobalsamum var. ehrenbergiana (O.Berg) Engl.
- Commiphora suckertiana Chiov.
- Commiphora velutina Chiov.

... 
C. africana · 
C. caudata · 
C. gileadensis · 
C.  guidottii · 
C. kataf · 
C. myrrha · 
C. simplicifolia · 
C. wightii · 
C. wildii
...